# Fuga de Nova York
Fuga de Nova York (títol original en anglès Escape from New York) és una pel·lícula de ciència-ficció dels Estats Units del 1981 dirigida per John Carpenter i protagonitzada per Kurt Russell, Lee Van Cleef, Ernest Borgnine i Donald Pleasence. Ha estat doblada al català.
Va obtenir quatre nominacions als Premis Saturn, incloent-hi a millor pel·lícula, director, vestuari i maquillatge. A causa de la bona acollida comercial que va tenir, van fer-ne una seqüela, també dirigida per Carpenter i protagonitzada per Russell, Escape from L.A. (1996).

## Argument
La història se situa en un hipotètic 1997. A causa de l'ascens del crim als Estats Units, l'augment del qual supera el 40%, les autoritats prenen la decisió de convertir Manhattan en una gran presó, a la qual duen la gran quantitat de criminals que hi ha des de llavors procedents de tots els Estats Units. La presó està envoltada per un gran mur i amb vigilància permanent per part de la policia, la qual està equipada amb armament que prové de l'exèrcit. Allà els presos han construït la seva pròpia societat fonamentada en la barbàrie, amb poder i autoritat, però tot i així desitgen escapar-ne, la qual cosa sempre els ho impedeix la policia.
En aquest moment un grup terrorista segresta l'Air Force One i l'estavella a la ciutat amb la intenció d'acabar amb el president, però no aconsegueixen el seu objectiu, atès que el president aconsegueix escapar-ne a temps en una càpsula de salvament. Tanmateix, la càpsula aterra a Manhattan, en mans dels presos, que no dubten a negociar amb la seva vida a canvi que la guàrdia militar els deixi sortir i accedir de nou als Estats Units.

## Repartiment
- Kurt Russell: Snake Plissken
- Lee Van Cleef: Bob Hauk
- Ernest Borgnine: Taxista
- Donald Pleasence: el President
- Isaac Hayes: Duke
- Season Hubley: una noia
- Harry Dean Stanton: Brain
- Adrienne Barbeau: Maggie
- Tom Atkins: Rehme
- Charles Cyphers: Secretari d'Estat
- Joe Unger: Taylor
- Frank Doubleday: Romero
- John Strobel: Cronenberg
- John Cothran: Gitano #1
- Garrett Bergfeld: Gitano #2
- Richard Cosentino: Guàrdia gitano
- Robert John Metcalf: Gitano #3
- Joel Bennett: Gitano #4
- Vicangelo Bulluck: Indi #1
- Clem Fox: Indi #2
- Tobar Mayo: Indi #3
- Nancy Stephens: Hostessa
- Steven M. Gagnon: agent del servei secret #1
- Steven Ford: agent del servei secret #2
- Michael Taylor: agent del servei secret #3
- Lonnie Wun: Gitano
- Dale E. House: Pilot d'helicòpter #1
- David R. Patrick: Pilot d'helicòpter #2
- Clay Wright: Pilot d'helicòpter #3
- Al Cerullo: Pilot d'helicòpter #4
- Bob Minor: Sergent Duty
- Wally Taylor: Controlador
- James O'Hagen: tècnic informàtic
- James Emery: Soldat
- Tom Lillard: Sergent de policia
- Borah Silver: Encarregat de sala
- Tony Papenfuss: Assistent de sala
- John Diehl: Punk
- Carmen Filpi: Bum
- George 'Buck' Flower: Borratxo
- Ox Baker: Slag
- Lowmoan Spectacular: Ballarí
- Ronald E. House: Ballarí
- Alan Shearman: Ballarí
- Joseph A. Perrotti: Ballarí
- Rodger Bumpass: Ballarí
- Ron Vernan: Ballarí